# Litsea caroli
Litsea caroli är en lagerväxtart som beskrevs av Teschn.. Litsea caroli ingår i släktet Litsea och familjen lagerväxter. Inga underarter finns listade i Catalogue of Life.